# Thalassoma ballieui
Thalassoma ballieui är en fiskart som först beskrevs av Vaillant och Sauvage, 1875.  Thalassoma ballieui ingår i släktet Thalassoma och familjen läppfiskar. IUCN kategoriserar arten globalt som livskraftig. Inga underarter finns listade i Catalogue of Life.